# Pármai Engelberga
Engelberga (vagy Angilberga) (?-896/901) II. Lajos német-római császár felesége volt 851. október 5-étől hitvese 875. augusztus 12-i haláláig. Császárnésága alatt férje és családja fölötti erős befolyásra törekedett. Engelberga valószínűleg I. Adelchis Parma hercegének lánya volt.
868-ban a bresciai San Salvatore, majd 896-ban a saját alapítású San Sisto kolostor főnöknője lett Piacenzában.
872 januárjában az arisztokraták megpróbálták eltávolítani, mivel nem szült egyetlen fiút sem a császárnak. Ám Lajos tárgyalásokat kezdett Német Lajossal hogy őt tegye örökösévé. A nemesek, hogy szándékukat megvalósítsák, Lajos halála után II. (Kopasz) Károlyt választották meg császárnak. V. Boso, alsó-burgundiai király, Károly iránti hűségből, elhurcolta Engelbergát és egyetlen életben lévő lányát, Provence-i Ermengarde-ot, akit 876 júniusában feleségül is vett. Ebben az évben nevezte ki őt Károly Itália kormányzójává, vagyis duxszá.
Engelberga hátterével Boso Provence királyává nyilvánította magát, 879. október 15-én. Következésképpen az asszonyt Svábföldre száműzték. Miután III. (Kövér) Károly császár seregei 882-ben bevették Bécset, Engelberga visszatért Itáliába és elfoglalhatta jogos pozícióját.